# Tor Botanischer Garten Darmstadt
Das Tor zum botanischen Garten in der Heinrichstraße ist ein Bauwerk in Darmstadt.

## Geschichte und Beschreibung
Das kunstvoll geschmiedete Tor gehört zu einem Seiteneingang des Botanischen Gartens.
Stilistisch gehört das um das Jahr 1900 errichtete Tor zum Historismus; mit Anklängen zum Klassizismus und zum Jugendstil.
Typisch für diesen Baustil ist:
- die schlichte Grundform des Tores mit vertikalen Gitterstäben und Kreuzbändern im unteren Teil
- der Aufsatz mit Schriftzug
- das Dekor ringsum
- die Rosenrosette

## Denkmalschutz
Das Tor ist ein typisches Beispiel für den Historismus in Darmstadt.
Aus architektonischen und stadtgeschichtlichen Gründen ist das Tor ein Kulturdenkmal.